# Rosa Parks

Rosa Park và Martin Luther King, Jr. (ngồi sau)

Rosa Louise McCauley Parks (4 tháng 2 năm 1913 - 24 tháng 10 năm 2005) là một nhà hoạt động người Mỹ trong phong trào dân quyền nổi tiếng với vai trò nòng cốt trong cuộc tẩy chay xe buýt Montgomery. Quốc hội Hoa Kỳ đã gọi bà là "đệ nhất phu nhân dân quyền" và "mẹ đẻ của phong trào tự do".
Vào ngày 1 tháng 12 năm 1955, tại Montgomery, Alabama, Parks từ chối lệnh của tài xế xe buýt James F. Blake để trống một hàng bốn ghế trong khu vực " da màu " để nhường chỗ cho một hành khách da trắng, sau khi khu vực "da trắng" đã được lấp đầy.. Parks không phải là người đầu tiên chống lại sự phân biệt đối xử trên xe buýt, nhưng Hiệp hội Quốc gia vì Sự tiến bộ của Người Da màu (NAACP) tin rằng bà là ứng cử viên sáng giá nhất để vượt qua thử thách của tòa án sau khi bị bắt vì tội bất tuân dân sự vi phạm luật phân biệt của Alabama, và bà đã giúp truyền cảm hứng cho cộng đồng da đen tẩy chay xe buýt Montgomery trong hơn một năm. Vụ kiện trở nên sa lầy tại các tòa án tiểu bang, nhưng vụ kiện liên bang về xe buýt Montgomery Browder v. Gayle đưa ra quyết định vào tháng 11 năm 1956 rằng việc phân biệt trên xe buýt là vi hiến theo Điều khoản Bảo vệ Bình đẳng của Tu chính án 14 của Hiến pháp Hoa Kỳ.
Hành động bất chấp của Parks và cuộc tẩy chay xe buýt Montgomery đã trở thành những biểu tượng quan trọng của phong trào. Bà đã trở thành một biểu tượng quốc tế về việc chống lại sự phân biệt chủng tộc, đồng thời tổ chức và hợp tác với các nhà lãnh đạo dân quyền, bao gồm Edgar Nixon và Martin Luther King Jr. Vào thời điểm đó, Parks làm thợ may tại một cửa hàng bách hóa địa phương và là thư ký của chương Montgomery của NAACP. Sau đó bà đã theo học tại Trường Dân gian Highlander, một trung tâm Tennessee để đào tạo các nhà hoạt động vì quyền của người lao động và bình đẳng chủng tộc. Mặc dù được vinh danh rộng rãi trong những năm sau đó, Parks cũng phải chịu thiệt vì hành động của mình; bà đã bị sa thải và nhận được những lời đe dọa giết trong nhiều năm sau đó. Ngay sau khi bị tẩy chay, Parks chuyển đến Detroit, nơi bà nhanh chóng tìm được công việc tương tự. Từ năm 1965 đến năm 1988, bà làm thư ký và lễ tân cho John Conyers, Đại diện Hoa Kỳ người Mỹ gốc Phi. Bà cũng hoạt động tích cực trong phong trào Quyền lực đen và sự ủng hộ của các tù nhân chính trị ở Mỹ.
Sau khi nghỉ hưu, Parks đã viết cuốn tự truyện của mình và tiếp tục nhấn mạnh rằng còn nhiều việc phải làm trong cuộc đấu tranh cho công lý. Bà đã nhận được sự công nhận cấp quốc gia, bao gồm Huân chương Spingarn năm 1979 của NAACP, Huân chương Tự do của Tổng thống, Huân chương Vàng của Quốc hội, và một bức tượng sau khi được đặt tại Đại sảnh Quốc gia của Quốc hội Hoa Kỳ. Sau khi qua đời vào năm 2005, bà là người phụ nữ đầu tiên được vinh danh nằm trong Điện Capitol Rotunda. California và Missouri kỷ niệm Ngày Rosa Parks vào ngày sinh nhật của bà, ngày 4 tháng 2, trong khi Ohio và Oregon kỷ niệm ngày bà bị bắt, ngày 1 tháng 12.

## Tuổi thơ
Rosa Parks có tên khai sinh là Rosa Louise McCauley ở Tuskegee, Alabama, sinh vào ngày 4 tháng 2 năm 1913, với mẹ là Leona (nhũ danh Edwards), một giáo viên và cha là James McCauley, một thợ mộc. Ngoài tổ tiên gốc Phi, một trong những ông cố của Parks là người Scotland gốc Ailen và một trong những người bà cố của bà là nô lệ người Mỹ bản địa. Ngay từ nhỏ Parks đã phải chịu cảnh sức khỏe kém với căn bệnh viêm amidan mãn tính. Khi cha mẹ Parks ly thân, bà cùng mẹ chuyển đến Pine Level, ngay bên ngoài thủ phủ Montgomery của bang. Bà lớn lên trong một trang trại với ông bà ngoại, mẹ và em trai Sylvester. Tất cả họ đều là thành viên của Nhà thờ Giám lý Giám lý Châu Phi (AME), một giáo phái da đen độc lập đã tồn tại hàng thế kỷ do những người da đen tự do thành lập ở Philadelphia, Pennsylvania, vào đầu thế kỷ XIX.
McCauley theo học các trường nông thôn  cho đến năm mười một tuổi. Trước đó, mẹ Parks đã dạy bà "một kỹ năng may vá." Bà bắt đầu chắp mền từ khoảng 6 tuổi, khi mẹ và bà của cô đang làm mền, Cô tự mình đắp chiếc chăn đầu tiên của mình vào khoảng năm mười tuổi, điều này thật bất thường, vì làm chăn chủ yếu là hoạt động gia đình được thực hiện khi không có công việc hiện trường hoặc việc nhà phải làm. Parks học thêm may ở trường từ năm mười một tuổi; cô ấy tự may "chiếc váy đầu tiên mà [cô ấy] có thể mặc."  Khi còn là sinh viên của Trường Nữ sinh Công nghiệp ở Montgomery, Parks đã tham gia các khóa học về học thuật và dạy nghề. Parks tiếp tục theo học tại một trường thí nghiệm do Trường Cao đẳng Sư phạm Bang Alabama dành cho người da đen thành lập để học trung học, nhưng đã bỏ học để chăm sóc bà ngoại và sau này là mẹ bà, sau khi họ bị ốm.
Vào khoảng đầu thế kỷ 20, các bang thuộc Liên minh miền Nam cũ đã thông qua hiến pháp mới và luật bầu cử nhằm tước quyền của các cử tri da đen một cách hiệu quả và ở Alabama cũng có nhiều cử tri da trắng nghèo. Theo luật Jim Crow do người da trắng thành lập, được thông qua sau khi đảng Dân chủ giành lại quyền kiểm soát các cơ quan lập pháp miền Nam, sự phân biệt chủng tộc được áp đặt tại các cơ sở công cộng và cửa hàng bán lẻ ở miền Nam, bao gồm cả giao thông công cộng. Các công ty xe buýt và xe lửa đã thực thi chính sách chỗ ngồi với các khu vực riêng biệt dành cho người da đen và người da trắng. Học sinh da đen ở miền Nam không có phương tiện đưa đón học sinh dưới bất kỳ hình thức nào, và giáo dục cho người da đen luôn bị thiếu thốn.
Parks nhớ lại thời đi học tiểu học ở Pine Level, nơi xe buýt đưa học sinh da trắng đến trường mới và học sinh da đen phải đi bộ đến trường của họ:
- Tôi thấy xe buýt đi qua mỗi ngày... Nhưng với tôi, đó là một cách sống; chúng tôi không có lựa chọn nào khác ngoài việc chấp nhận những gì là phong tục. Xe buýt là một trong những cách đầu tiên tôi nhận ra có một thế giới đen và một thế giới trắng.[14]

Mặc dù cuốn tự truyện của Parks kể lại những ký ức ban đầu về lòng tốt của những người da trắng xa lạ, cô không thể bỏ qua sự phân biệt chủng tộc trong xã hội của mình. Khi Ku Klux Klan diễu hành trên con phố trước nhà của họ, Parks nhớ lại ông của cô đang canh cửa trước bằng một khẩu súng ngắn. Trường Công nghiệp Montgomery, được thành lập và biên chế bởi những người miền Bắc da trắng dành cho trẻ em da đen, đã bị đốt cháy hai lần bởi những kẻ đốt phá. Khoa của nó đã bị tẩy chay bởi cộng đồng người da trắng.
Liên tục bị bắt nạt bởi những đứa trẻ da trắng trong khu phố của cô, Parks thường đánh trả về thể chất. Sau đó, cô nói: "Theo như tôi nhớ, tôi không bao giờ có thể nghĩ đến việc chấp nhận lạm dụng thể chất mà không có một số hình thức trả đũa nếu có thể."  :208

### Hoạt động ban đầu
Năm 1932, Rosa kết hôn với Raymond Parks, một thợ cắt tóc từ Montgomery. :13, 15  Chồng cô là thành viên của NAACP, lúc đó đang thu tiền để hỗ trợ bảo vệ Scottsboro Boys, một nhóm đàn ông da đen bị buộc tội cưỡng hiếp hai phụ nữ da trắng. :690 Rosa nhận nhiều công việc khác nhau, từ giúp việc gia đình đến phụ tá bệnh viện. Theo sự thúc giục của chồng, bà đã hoàn thành chương trình học trung học vào năm 1933, vào thời điểm có ít hơn 7% người Mỹ gốc Phi có bằng tốt nghiệp trung học.
Vào tháng 12 năm 1943, Parks trở nên tích cực trong phong trào dân quyền, tham gia chương Montgomery của NAACP, và được bầu làm thư ký vào thời điểm mà đây được coi là công việc của phụ nữ. Sau đó, cô ấy nói, "Tôi là phụ nữ duy nhất ở đó, và họ cần một thư ký, và tôi đã quá nhút nhát để nói không."  Parks tiếp tục làm thư ký cho đến năm 1957. Cô làm việc cho lãnh đạo NAACP địa phương Edgar Nixon, mặc dù ông vẫn khẳng định rằng "Phụ nữ không cần phải ở đâu ngoài việc vào bếp". Khi Parks hỏi, "Vậy còn tôi thì sao?", Anh trả lời: "Tôi cần một thư ký và bạn là một thư ký tốt." 
Năm 1944, với tư cách là thư ký, bà đã điều tra vụ cưỡng hiếp tập thể Recy Taylor, một phụ nữ da đen đến từ Abbeville, Alabama. Parks và các nhà hoạt động dân quyền khác đã tổ chức “ Ủy ban vì công lý bình đẳng cho Mrs. Recy Taylor ", tung ra cái mà Chicago Defender gọi là" chiến dịch mạnh mẽ nhất cho công lý bình đẳng được chứng kiến trong một thập kỷ. " 
Mặc dù chưa bao giờ là đảng viên Đảng Cộng sản, bà vẫn tham dự các cuộc họp với chồng. Vụ Scottsboro khét tiếng đã được đưa ra công chúng bởi Đảng Cộng sản.
Vào những năm 1940, Parks và chồng là thành viên của Liên đoàn Phụ nữ bỏ phiếu. Khoảng thời gian ngắn sau năm 1944, cô đảm nhiệm một công việc ngắn hạn tại Căn cứ Không quân Maxwell, mặc dù vị trí của nó ở Montgomery, Alabama, không cho phép phân biệt chủng tộc vì nó là tài sản liên bang. Cô ấy đã đi lại trên chiếc xe với đủ màu da trên đó. Nói với người viết tiểu sử của cô, Parks lưu ý, "Bạn có thể nói rằng căn cứ Maxwell đã mở rộng tầm mắt của tôi." Parks làm quản gia và thợ may cho Clifford và Virginia Durr, một cặp vợ chồng da trắng. Với tư tưởng chính trị tự do, gia đình Durr trở thành bạn của cô. Họ khuyến khích — và cuối cùng đã giúp đỡ tài trợ — Parks vào mùa hè năm 1955 để theo học tại Trường Dân gian Highlander, một trung tâm giáo dục về hoạt động đấu tranh vì quyền của người lao động và bình đẳng chủng tộc ở Monteagle, Tennessee. Ở đó Parks được nhà tổ chức kỳ cựu Septima Clark tư vấn. Năm 1945, bất chấp luật Jim Crow và sự phân biệt đối xử của các cơ quan đăng ký, bà đã thành công trong việc đăng ký bỏ phiếu trong lần thử thứ ba. :{{{1}}}
Vào tháng 8 năm 1955, thiếu niên da đen Emmett Till bị sát hại dã man sau khi được cho là tán tỉnh một phụ nữ da trắng trẻ khi đi thăm họ hàng ở Mississippi. Vào ngày 27 tháng 11 năm 1955, bốn ngày trước khi Parks bị bắt trên xe buýt, Rosa Parks đã tham dự một cuộc họp quần chúng tại Nhà thờ Baptist Đại lộ Dexter ở Montgomery để giải quyết vụ án này, cũng như những vụ sát hại gần đây của các nhà hoạt động George W. Lee và Lamar Smith. Diễn giả nổi bật là TRM Howard, một nhà lãnh đạo dân quyền da đen từ Mississippi, người đứng đầu Hội đồng Lãnh đạo Da đen Khu vực. Howard đưa tin về việc hai người đã giết Till được tha bổng gần đây. Parks vô cùng đau buồn và tức giận khi biết tin này, đặc biệt là vì trường hợp của Till đã thu hút sự chú ý hơn nhiều so với bất kỳ trường hợp nào mà cô và Montgomery NAACP đã làm việc — tuy nhiên, hai người đàn ông giết Till vẫn được trắng án.

## Vụ bắt giữ Parks và tẩy chay xe buýt

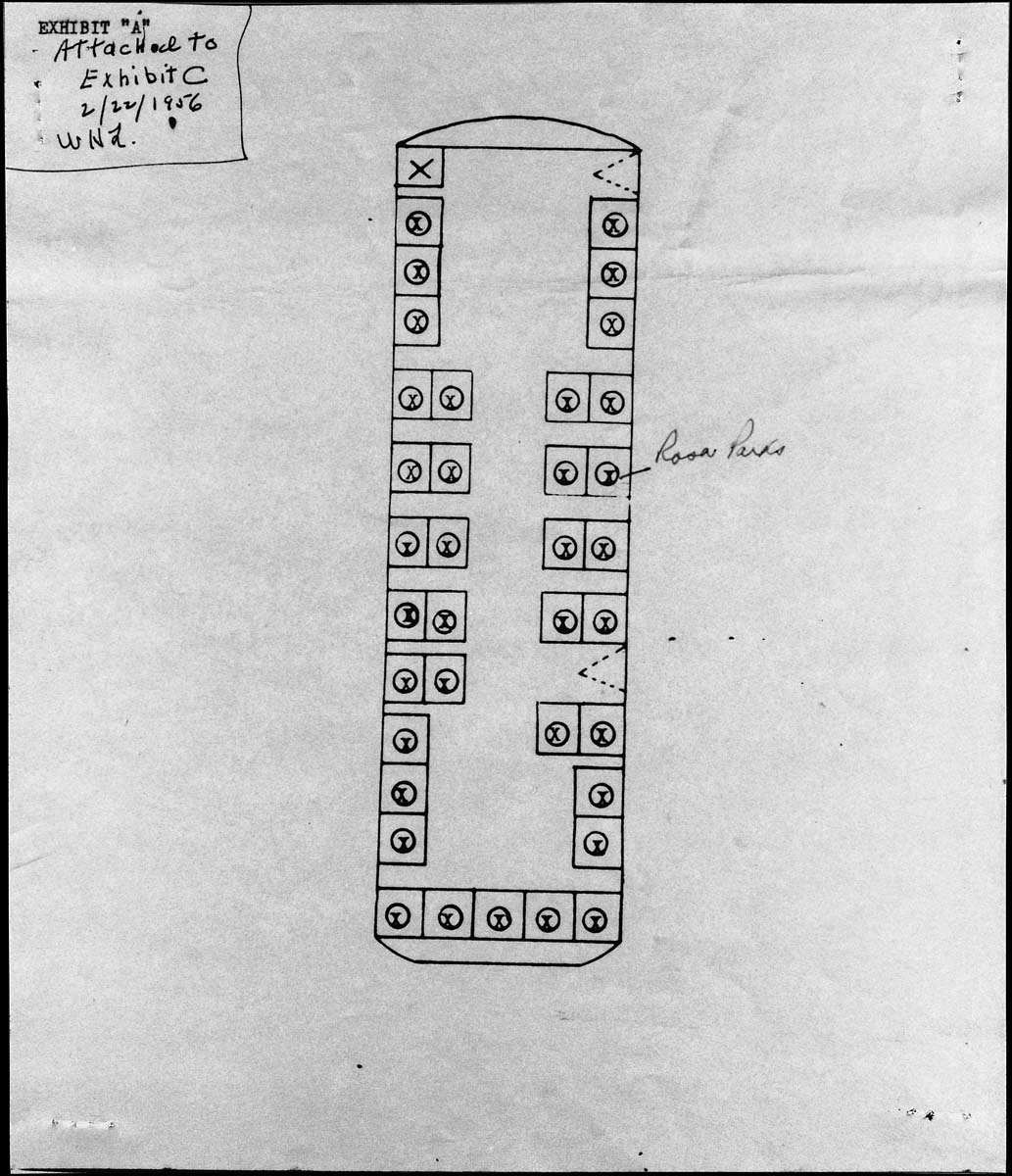
Bố trí chỗ ngồi trên xe buýt nơi Parks ngồi, ngày 1 tháng 12 năm 1955

### Xe buýt Montgomery: luật và phong tục phổ biến
Vào năm 1900, Montgomery đã thông qua một sắc lệnh của thành phố để phân biệt hành khách đi xe buýt theo chủng tộc. Các tài xế được trao quyền chỉ định chỗ ngồi để đạt được mục tiêu đó. Theo luật, không hành khách nào được di chuyển hoặc nhường ghế và đứng nếu xe buýt đã đông và không còn chỗ ngồi khác. Tuy nhiên, theo thời gian và theo thông lệ, các tài xế xe buýt ở Montgomery đã áp dụng thực tế yêu cầu các hành khách da đen di chuyển khi không còn ghế dành cho người da trắng.
Bốn hàng ghế đầu tiên trên mỗi xe buýt Montgomery được dành cho người da trắng. Xe buýt có phần "màu" dành cho người da đen thường ở phía sau xe buýt, mặc dù người da đen chiếm hơn 75% số người đi xe. Các phần không được cố định nhưng được xác định bằng cách đặt một dấu hiệu di chuyển. Người da đen có thể ngồi ở hàng giữa cho đến khi người da trắng lấp đầy; nếu người da trắng cần chỗ ngồi nhiều hơn, người da đen phải di chuyển đến chỗ ngồi ở phía sau, khán đài, hoặc nếu không còn chỗ, rời khỏi xe buýt. Người da đen không thể ngồi trên lối đi cùng hàng với người da trắng. Người lái xe có thể di chuyển biển báo phần "có màu" hoặc xóa hoàn toàn. Nếu người da trắng đã ngồi ở phía trước, người da đen phải lên ở phía trước để trả tiền vé, sau đó xuống xe và đi vào qua cửa sau.
Trong nhiều năm, cộng đồng người da đen đã phàn nàn rằng tình hình này là không công bằng. Parks nói, "Sự phản đối của tôi khi bị ngược đãi trên xe buýt không bắt đầu bằng vụ bắt giữ cụ thể đó. Tôi đã đi bộ rất nhiều ở Montgomery. " 
Một ngày năm 1943, Parks lên xe buýt và trả tiền vé. Sau đó cô di chuyển đến một chỗ ngồi, nhưng tài xế James F. Blake bảo cô phải tuân theo các quy tắc của thành phố và vào xe buýt một lần nữa từ cửa sau. Khi Parks rời khỏi xe, Blake lái xe đi mà không có Parks. Parks đợi chuyến xe buýt tiếp theo, quyết tâm không bao giờ đi cùng Blake nữa.

### Từ chối di chuyển
Sau khi làm việc cả ngày, Parks lên xe buýt Đại lộ Cleveland, một xe buýt General Motors Old Look thuộc Montgomery City Lines, khoảng 6 giờ chiều, Thứ Năm, ngày 1 tháng 12, năm 1955, tại trung tâm thành phố Montgomery. Cô trả tiền vé và ngồi vào ghế trống ở hàng ghế sau đầu tiên dành riêng cho người da đen trong phần "da màu". Gần giữa xe buýt, hàng của cô nằm ngay sau mười ghế dành cho hành khách da trắng. Ban đầu, cô không nhận ra rằng người lái xe buýt chính là người đàn ông, James F. Blake, người đã bỏ rơi cô trong cơn mưa vào năm 1943. Khi xe buýt chạy theo tuyến đường thông thường của nó, tất cả các ghế chỉ có màu trắng trên xe đều chật kín. Xe buýt đến điểm dừng thứ ba trước Nhà hát Empire, và một số hành khách da trắng bước lên. Blake lưu ý rằng có hai hoặc ba hành khách da trắng đang đứng, vì phía trước xe buýt đã chật kín chỗ. Anh ta di chuyển biển báo khu vực "da màu" phía sau Parks và yêu cầu 4 người da đen nhường ghế ở khu vực giữa để hành khách da trắng ngồi. Nhiều năm sau, khi nhớ lại những sự kiện trong ngày, Parks nói, "Khi người tài xế da trắng đó lùi về phía chúng tôi, khi anh ta vẫy tay và ra lệnh cho chúng tôi đứng lên và rời khỏi chỗ ngồi của mình, tôi cảm thấy một sự quyết tâm bao trùm cơ thể mình như một chiếc chăn bông trong một đêm mùa đông. " 
Theo lời kể của Parks, Blake nói, "Tốt hơn hết là các bạn nên tự làm sáng da mình và để tôi có chỗ ngồi đó."  Ba người trong số họ đã tuân theo. Parks nói, “Người lái xe muốn chúng tôi đứng dậy, bốn người chúng tôi. Chúng tôi đã không di chuyển ngay từ đầu, nhưng anh ấy nói, 'Hãy để tôi có những chỗ ngồi này.' Và ba người còn lại đã chuyển đi, nhưng tôi thì không. "  Người đàn ông da đen ngồi cạnh cô nhường ghế.
Parks di chuyển, nhưng hướng về chỗ ngồi bên cửa sổ; cô ấy đã không đứng dậy để chuyển sang phần da màu được thiết kế lại. Parks sau đó nói về việc được yêu cầu di chuyển đến phía sau xe buýt, "Tôi nghĩ đến Emmett Till - một người Mỹ gốc Phi 14 tuổi sống ở Mississippi vào năm 1955, sau khi bị buộc tội xúc phạm một phụ nữ da trắng trong cửa hàng tạp hóa của gia đình cô, những kẻ giết người đã bị xét xử và được tha bổng - và tôi chỉ không thể quay lại. "  Blake nói, "Tại sao cô không đứng lên?" Parks trả lời: "Tôi không nghĩ mình phải đứng lên." Blake gọi cảnh sát đến bắt Parks. Khi nhớ lại sự kiện cho Eyes on the Prize, một bộ phim truyền hình công khai năm 1987 về Phong trào Dân quyền, Parks nói, "Khi anh ta thấy tôi vẫn ngồi, anh ta hỏi tôi có định đứng dậy không, và tôi nói, 'Không, tôi không di chuyển đâu.' Và anh ta nói, 'Chà, nếu cô không đứng lên, tôi sẽ phải gọi cảnh sát và bắt cô.' Tôi nói, 'Anh có thể làm điều đó.' " 
Trong một cuộc phỏng vấn trên đài phát thanh năm 1956 với Sydney Rogers ở Tây Oakland vài tháng sau khi cô bị bắt, Parks nói rằng cô đã quyết định, "Tôi sẽ phải biết một lần và mãi mãi tôi có những quyền gì với tư cách là một con người và một công dân." 
Khi Parks không chịu nhường ghế, một cảnh sát đã bắt cô. Khi nhân viên đưa cô đi, cô nhớ lại rằng cô đã hỏi, "Tại sao anh đẩy chúng tôi?" Cô nhớ anh đã nói, "Tôi không biết, nhưng luật là luật, và cô đã bị bắt."  Sau đó, cô ấy nói, "Tôi chỉ biết rằng, khi tôi bị bắt, đó là lần cuối cùng tôi phải chịu nhục hình như thế này.... " 
Parks đã bị buộc tội vi phạm Chương 6, Mục 11 luật phân biệt của bộ luật Thành phố Montgomery, mặc dù về mặt kỹ thuật, cô ấy đã không ngồi ghế chỉ dành cho người da trắng; cô ấy đã ở trong một khu vực da màu. Edgar Nixon, chủ tịch phân hội Montgomery của NAACP và lãnh đạo của Pullman Porters Union, và bạn của cô ấy là Clifford Durr đã bảo lãnh cho Parks ra khỏi tù vào tối hôm đó.
Parks không phải là người đi đầu trong ý tưởng phản đối sự phân biệt đối xử với việc không chịu rời chỗ của mình trong xe buýt. Những người đi trước cô bao gồm Bayard Rustin năm 1942, Irene Morgan năm 1946, Lillie Mae Bradford năm 1951, Sarah Louise Keys năm 1952, và các thành viên của Browder v. Vụ kiện Gayle năm 1956 (Claudette Colvin, Aurelia Browder, Susie McDonald, và Mary Louise Smith), những người bị bắt ở Montgomery vì không nhường ghế xe buýt của họ nhiều tháng trước Parks.

### Tẩy chay xe buýt tại Montgomery
Nixon trao đổi với Jo Ann Robinson, một giáo sư Đại học Bang Alabama và thành viên của Hội đồng Chính trị Phụ nữ (WPC), về trường hợp Parks. Robinson tin điều quan trọng để nắm bắt cơ hội và thức suốt đêm mimeographing hơn 35.000 tờ gấp tuyên bố tẩy chay xe buýt. Hội đồng Chính trị của Phụ nữ là nhóm đầu tiên chính thức tán thành việc tẩy chay.
Vào Chủ nhật, ngày 4 tháng 12 năm 1955, kế hoạch tẩy chay xe buýt Montgomery đã được công bố tại các nhà thờ da đen trong khu vực, và một bài báo trên trang nhất trên tờ Montgomery Advertiser đã giúp lan truyền thông tin này. Tại một cuộc biểu tình của nhà thờ vào đêm đó, những người tham dự đã nhất trí tiếp tục tẩy chay cho đến khi họ được đối xử với mức độ lịch sự mà họ mong đợi, cho đến khi những người lái xe da đen được thuê và cho đến khi chỗ ngồi ở giữa xe buýt được xử lý trên cơ sở người đến trước ngồi trước.

Ngày hôm sau, Parks bị xét xử với tội danh gây rối và vi phạm pháp lệnh địa phương. Phiên tòa kéo dài 30 phút. Sau khi bị kết tội và bị phạt $10, cộng với $4 tiền án phí (tổng cộng tương đương $153 năm 2022), Parks đã kháng cáo và chính thức thách thức tính hợp pháp của việc phân biệt chủng tộc. Trong một cuộc phỏng vấn năm 1992 với Lynn Neary của National Public Radio, Parks nhớ lại:
I did not want to be mistreated, I did not want to be deprived of a seat that I had paid for. It was just time... there was opportunity for me to take a stand to express the way I felt about being treated in that manner. I had not planned to get arrested. I had plenty to do without having to end up in jail. But when I had to face that decision, I didn't hesitate to do so because I felt that we had endured that too long. The more we gave in, the more we complied with that kind of treatment, the more oppressive it became.

Vào ngày xét xử Parks - ngày 5 tháng 12 năm 1955 - WPC đã phân phát 35.000 tờ rơi, với nội dung:
- Chúng tôi... yêu cầu mọi người da đen tránh khỏi xe buýt vào thứ Hai để phản đối việc bắt giữ và xét xử... Bạn có thể đủ khả năng để nghỉ học trong một ngày. Nếu bạn đi làm, hãy đi taxi hoặc đi bộ. Nhưng làm ơn, trẻ em và người lớn, đừng đi xe buýt vào thứ Hai. Vui lòng nghỉ xe buýt vào thứ Hai.[47]

Hôm đó trời mưa, nhưng cộng đồng người da đen vẫn kiên trì tẩy chay. Một số đi trên xe buýt, trong khi những người khác đi bằng xe taxi vận hành bằng màu đen có giá vé giống như xe buýt, 10 xu (tương đương $10,92 năm 2022). Hầu hết các phần còn lại của 40.000 hành khách đen đi bộ, một số đi xa tận 20 dặm (30 km).
Buổi tối hôm đó sau khi thành công của cuộc tẩy chay kéo dài một ngày, một nhóm từ 16 đến 18 người đã tụ tập tại Mt. Zion AME Nhà thờ Zion để thảo luận về chiến lược tẩy chay. Vào thời điểm đó, Parks đã được giới thiệu nhưng không được yêu cầu phát biểu, bất chấp sự hoan nghênh nhiệt liệt và lời kêu gọi của đám đông để cô phát biểu; khi Parks được hỏi liệu cô có nên nói điều gì đó không, câu trả lời là, "Tại sao tôi phải nói, các bạn đã nói đủ rồi." 
Nhóm nhất trí rằng cần có một tổ chức mới để dẫn đầu nỗ lực tẩy chay nếu nó tiếp tục. Rev. Ralph Abernathy đề xuất tên " Hiệp hội Cải tiến Montgomery " (MIA). :432 Tên này đã được thông qua và MIA được thành lập. Các thành viên của nó được bầu làm chủ tịch của họ là Martin Luther King Jr., một người khá mới đến với Montgomery, người còn là một mục sư trẻ tuổi và hầu như vô danh của Nhà thờ Baptist Đại lộ Dexter.
Tối thứ Hai đó, 50 nhà lãnh đạo của cộng đồng người Mỹ gốc Phi đã tụ tập để thảo luận về các hành động đáp trả vụ bắt giữ Parks. Edgar Nixon, chủ tịch NAACP, nói, "Chúa ơi, hãy nhìn xem sự phân biệt đã đặt trong tay tôi!"  Parks được coi là nguyên đơn lý tưởng cho một trường hợp kiểm tra chống lại luật phân biệt thành phố và tiểu bang, vì cô được coi là một phụ nữ trưởng thành, có trách nhiệm và có danh tiếng tốt. Cô đã kết hôn và làm việc một cách an toàn, được coi là người sở hữu một phong thái trầm lặng và trang nghiêm, và hiểu biết về chính trị. King nói rằng Parks được coi là "một trong những công dân tốt nhất của Montgomery - không phải là một trong những công dân da đen tốt nhất, mà là một trong những công dân tốt nhất của Montgomery." 
Vụ kiện của tòa án Parks đang bị chậm lại trong việc kháng cáo thông qua các tòa án Alabama trên đường đến kháng cáo Liên bang và quá trình này có thể mất nhiều năm. Cùng nhau tổ chức một cuộc tẩy chay trong khoảng thời gian đó sẽ là một căng thẳng lớn. Cuối cùng, cư dân da đen ở Montgomery tiếp tục cuộc tẩy chay trong 381 ngày. Hàng chục xe buýt công cộng không hoạt động trong nhiều tháng, gây thiệt hại nghiêm trọng cho tài chính của công ty vận tải xe buýt, cho đến khi thành phố bãi bỏ luật yêu cầu phân biệt màu da đối với xe buýt công cộng theo phán quyết của Tòa án Tối cao Hoa Kỳ tại Browder v. Gayle rằng nó vi hiến. Parks không được đưa vào là nguyên đơn trong quyết định của Browder vì luật sư Fred Grey kết luận rằng các tòa án sẽ nhận thấy rằng họ đang cố gắng trốn tránh việc truy tố Parks về những cáo buộc của Parks thông qua hệ thống tòa án bang Alabama.
Parks đóng một phần quan trọng trong việc nâng cao nhận thức quốc tế về hoàn cảnh của người Mỹ gốc Phi và cuộc đấu tranh dân quyền. King viết trong cuốn sách Stride Toward Freedom năm 1958 của mình rằng vụ bắt giữ Parks là chất xúc tác chứ không phải là nguyên nhân của cuộc biểu tình: "Nguyên nhân nằm sâu trong hồ sơ của những bất công tương tự."  :437 Ông viết “Thực sự thì không ai có thể hiểu được hành động của Mrs. Parks trừ khi nhận ra rằng cuối cùng sự bền bỉ cũng cạn kiệt, và nhân cách con người kêu lên, 'Tôi không thể chịu đựng được nữa.' "  :424

## Những năm ở Detroit

### Những năm 1960
Sau khi bị bắt, Parks trở thành một biểu tượng của Phong trào Dân quyền nhưng kết quả là phải chịu đựng nhiều khó khăn. Do các biện pháp trừng phạt kinh tế được áp dụng đối với các nhà hoạt động, cô đã mất việc tại cửa hàng bách hóa. Chồng cô đã nghỉ việc sau khi ông chủ của anh cấm anh nói về vợ mình hoặc vụ án pháp lý liên quan. Park đã đi du lịch và diễn thuyết nhiều về vụ việc.
Năm 1957, Raymond và Rosa Parks rời Montgomery đến Hampton, Virginia; chủ yếu là vì Parks không thể tìm được việc làm. Parks cũng không đồng ý với King và các nhà lãnh đạo khác của phong trào dân quyền đang đấu tranh của Montgomery về cách tiến hành, và liên tục nhận được những lời đe dọa giết chết. Tại Hampton, cô tìm được việc làm tiếp viên trong một quán trọ tại Học viện Hampton, một trường cao đẳng lịch sử dành cho người da đen.
Cuối năm đó, theo sự thúc giục của anh trai và chị dâu ở Detroit, Sylvester và Daisy McCauley, Rosa và Raymond Parks và mẹ cô đã chuyển về phía bắc để ở cùng họ. Thành phố Detroit đã cố gắng tạo dựng danh tiếng tiến bộ, nhưng Parks gặp phải nhiều dấu hiệu phân biệt đối xử với người Mỹ gốc Phi. Các trường học được cách ly một cách hiệu quả, và các dịch vụ trong các khu dân cư da đen không đạt tiêu chuẩn. Năm 1964, Parks nói với một người phỏng vấn rằng, “Tôi không cảm thấy có nhiều sự khác biệt ở đây... Sự phân biệt nhà ở cũng tồi tệ như vậy, và nó có vẻ dễ nhận thấy hơn ở các thành phố lớn hơn. " Cô thường xuyên tham gia phong trào đòi nhà ở công bằng.
Parks đã có hỗ trợ quan trọng trong chiến dịch đầu tiên cho Quốc hội của John Conyers. Cô thuyết phục Martin Luther King (người thường không muốn tán thành các ứng cử viên địa phương) xuất hiện cùng Conyers, do đó thúc đẩy hồ sơ của ứng viên mới vào nghề. Khi Conyers được bầu, ông đã thuê cô ấy làm thư ký và lễ tân cho văn phòng quốc hội của mình ở Detroit. Bà giữ chức vụ này cho đến khi nghỉ hưu vào năm 1988. Trong một cuộc phỏng vấn qua điện thoại với CNN vào ngày 24 tháng 10 năm 2005, Conyers nhớ lại, "Bạn đã đối xử với cô ấy một cách tôn trọng vì cô ấy rất trầm lặng, quá thanh thản - chỉ là một người rất đặc biệt ... Chỉ có một Rosa Parks."  Thực hiện nhiều công việc hàng ngày cho Conyers, Parks thường tập trung vào các vấn đề kinh tế xã hội bao gồm phúc lợi, giáo dục, phân biệt đối xử trong công việc và nhà ở giá cả phải chăng. Cô đã đến thăm các trường học, bệnh viện, các cơ sở dành cho người cao tuổi và các cuộc họp cộng đồng khác và giữ cho Conyers có cơ sở trong các mối quan tâm và hoạt động của cộng đồng.
Parks đã tham gia hoạt động trên phạm vi toàn quốc trong giữa những năm 1960, đi ủng hộ Selma-to-Montgomery Marches, Đảng Freedom Now, và Tổ chức Tự do Quận Lowndes. Cô cũng kết bạn với Malcolm X, người mà cô coi như một anh hùng cá nhân.
Giống như nhiều người da đen ở Detroit, Parks vẫn đặc biệt quan tâm đến vấn đề nhà ở. Bản thân cô sống trong một khu phố, Công viên Virginia, nơi đã bị xâm hại bởi việc xây dựng đường cao tốc và cải tạo đô thị. Đến năm 1962, những chính sách này đã phá hủy 10.000 công trình kiến trúc ở Detroit, khiến 43.096 người phải di dời, 70% trong số đó là người Mỹ gốc Phi. Parks sống chỉ cách trung tâm của cuộc bạo động diễn ra ở Detroit vào năm 1967, và cô coi sự phân biệt đối xử về nhà ở là một yếu tố chính gây ra rối loạn.
Sau đó, Parks đã hợp tác với các thành viên của Liên đoàn Công nhân Da đen Cách mạng và Cộng hòa Tân Afrika để nâng cao nhận thức về việc cảnh sát lạm dụng trong cuộc xung đột. Cô phục vụ trong "tòa án nhân dân" vào ngày 30 tháng 8 năm 1967, điều tra vụ giết ba thanh niên bởi cảnh sát trong cuộc nổi dậy ở Detroit năm 1967, trong vụ việc được gọi là Algiers Motel. Cô cũng đã giúp thành lập hội đồng quận Virginia Park để giúp xây dựng lại khu vực. Hội đồng đã tạo điều kiện cho việc xây dựng trung tâm mua sắm do người da đen sở hữu duy nhất trong cả nước. Parks đã tham gia vào phong trào quyền lực da đen, tham dự hội nghị Quyền lực đen ở Philadelphia, và Hội nghị chính trị da đen ở Gary, Indiana. Cô cũng ủng hộ và đến thăm trường Black Panther ở Oakland.

### Những năm 1970

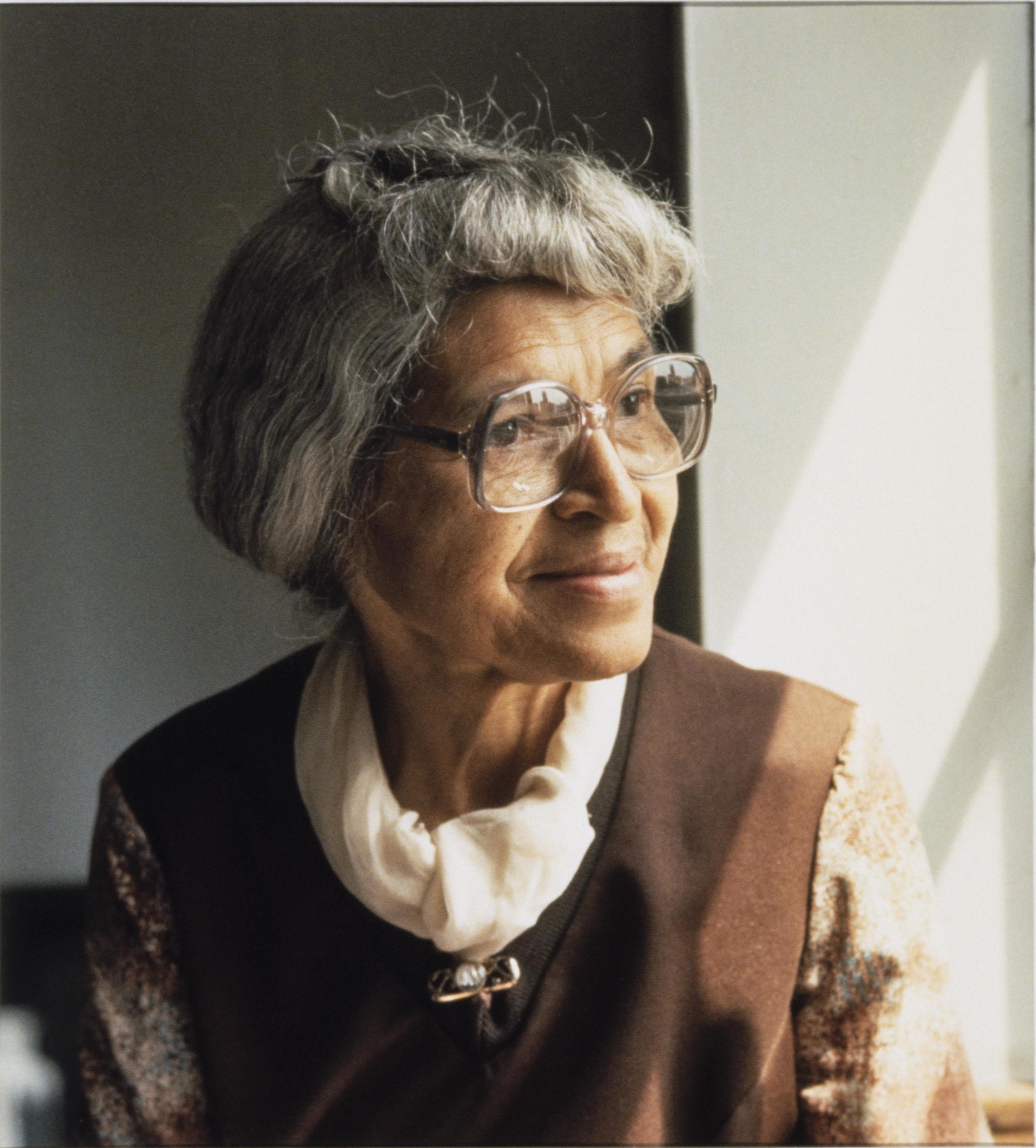
Rosa Parks, 1978

Trong những năm 1970, Parks đã tổ chức cho sự tự do của các tù nhân chính trị ở Hoa Kỳ, đặc biệt là các trường hợp liên quan đến vấn đề tự vệ. Cô đã giúp thành lập chương Detroit của Ủy ban Quốc phòng Joann Little, và cũng làm việc hỗ trợ Wilmington 10, RNA 11, và Gary Tyler. Sau sự phản đối kịch liệt của quốc gia xung quanh trường hợp của cô, Little đã thành công trong việc bào chữa rằng cô đã sử dụng vũ lực chết người để chống lại cuộc tấn công tình dục và được trắng án. Gary Tyler cuối cùng đã được thả vào tháng 4 năm 2016 sau 41 năm ngồi tù.
Những năm 1970 là một thập kỷ mất mát đối với Parks trong cuộc sống cá nhân của cô. Gia đình cô lâm vào cảnh bệnh tật; Cô và chồng bị loét dạ dày trong nhiều năm và cả hai đều phải nhập viện. Mặc dù nổi tiếng và thường xuyên phát ngôn, Parks không phải là một phụ nữ giàu có. Bà đã quyên góp phần lớn số tiền từ việc phát biểu cho các hoạt động vì quyền dân sự, và sống bằng lương nhân viên và lương hưu của chồng. Các hóa đơn y tế và thời gian nghỉ làm đã gây ra căng thẳng về tài chính buộc Parks phải nhận sự trợ giúp từ các nhóm nhà thờ và những người ngưỡng mộ.
Chồng bà qua đời vì bệnh ung thư vòm họng vào ngày 19 tháng 8 năm 1977, và anh trai bà, người anh em duy nhất của bà, cũng chết vì bệnh ung thư vào tháng 11 năm đó. Những thử thách cá nhân của bà đã khiến bà bị loại khỏi phong trào dân quyền. Bà biết được từ một tờ báo về cái chết của Fannie Lou Hamer, một người từng là bạn thân. Parks bị gãy hai xương trong một cú ngã trên vỉa hè băng giá, một chấn thương gây ra cơn đau đáng kể và tái phát. Bà quyết định cùng mẹ chuyển đến một căn hộ dành cho người cao tuổi. Ở đó, bà đã chăm sóc mẹ là bà Leona vượt qua giai đoạn cuối của bệnh ung thư và chứng mất trí nhớ người già cho đến khi bà qua đời vào năm 1979 ở tuổi 92.

### Những năm 1980
Năm 1980, Parks - góa bụa và không có gia đình trực hệ - đã cống hiến hết mình cho các tổ chức giáo dục và dân quyền. Bà đồng sáng lập Quỹ học bổng Rosa L. Parks dành cho học sinh cuối cấp trung học tốt nghiệp đại học, mà bà quyên góp phần lớn phí diễn giả của mình. Vào tháng 2 năm 1987, cô đồng sáng lập, cùng với Elaine Eason Steele, Viện Phát triển Bản thân Rosa và Raymond Parks, một viện điều hành các tour du lịch bằng xe buýt "Con đường dẫn đến tự do" giới thiệu những người trẻ tuổi đến các quyền dân sự quan trọng và các địa điểm Đường sắt ngầm trong suốt Quốc gia. Parks cũng phục vụ trong Ban Vận động của Quyền làm cha mẹ có Kế hoạch. Mặc dù sức khỏe của bà suy giảm khi bước vào tuổi 70, Parks vẫn tiếp tục xuất hiện nhiều và cống hiến sức lực đáng kể cho những sự nghiệp này. Không liên quan đến hoạt động tích cực của bà, Parks đã cho các cư dân người Mỹ gốc Phi ở Michigan mượn những chiếc mền do bà tự làm cho một cuộc triển lãm tại Đại học Michigan State về những chiếc mền của những người Mỹ gốc Phi ở Michigan.

### Những năm 1990

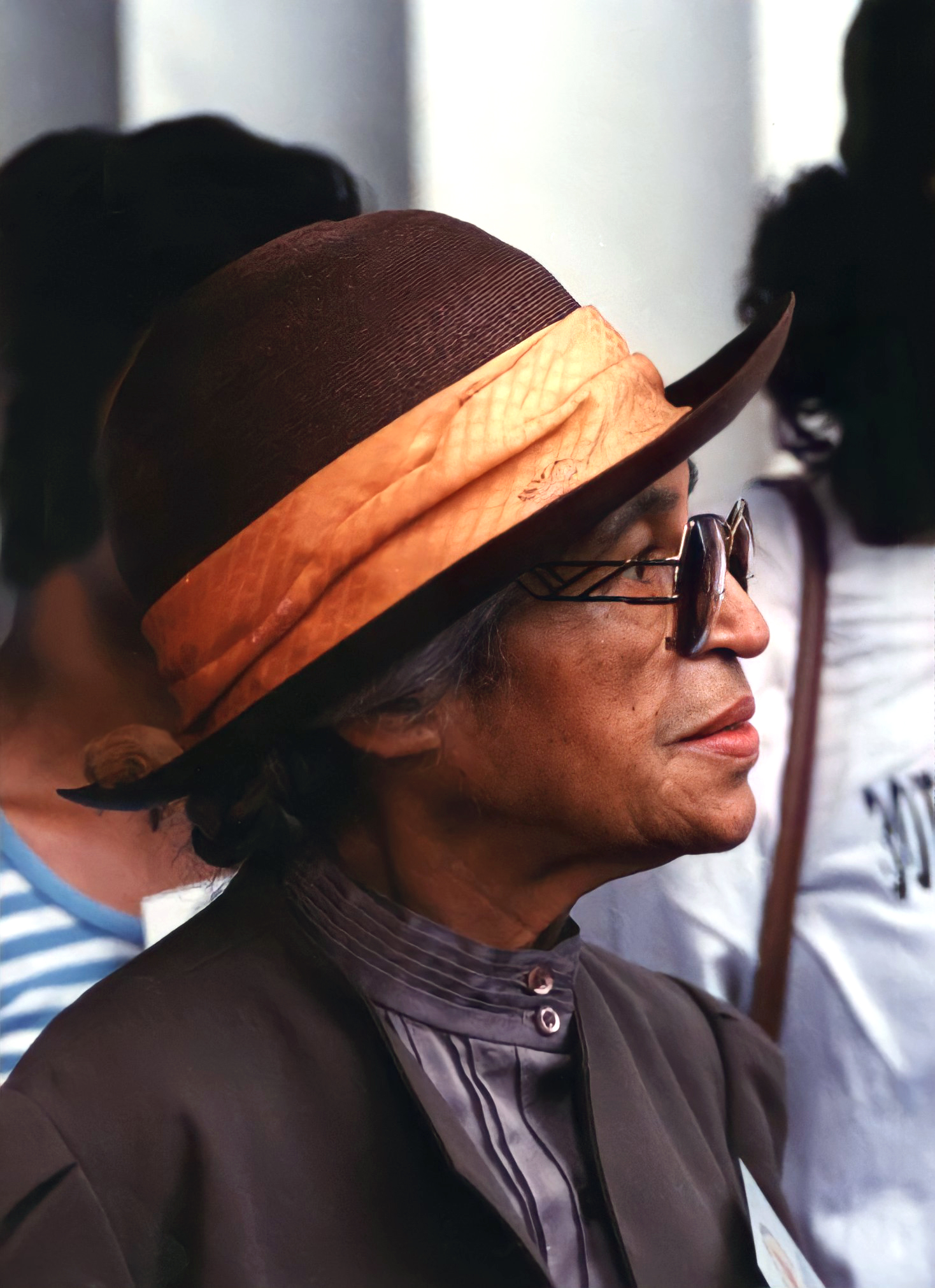
Parks năm 1993

Năm 1992, Parks xuất bản Rosa Parks: My Story, một cuốn tự truyện hướng đến độc giả nhỏ tuổi, kể lại cuộc đời dẫn đến quyết định không rời chỗ trên xe buýt của bà. Vài năm sau, bà xuất bản cuốn Hồi ký của Quiet Strength (1995), tập trung vào đức tin của bà.
Ở tuổi 81, Parks bị cướp và hành hung tại nhà của bà ở trung tâm Detroit vào ngày 30 tháng 8 năm 1994. Kẻ tấn công, Joseph Skipper, đã phá cửa nhưng tuyên bố rằng anh ta đã đuổi một kẻ đột nhập. Skipper yêu cầu một phần thưởng và khi Parks trả tiền, anh ta yêu cầu nhiều hơn. Parks từ chối và anh ta tấn công bà. Bị thương và bị chấn động nặng, Parks gọi cho một người bạn, người này đã gọi cảnh sát. Một cuộc truy lùng trong khu phụ cận đã dẫn đến việc bắt giữ Skipper và báo cáo bị đánh đập. Parks đã được điều trị tại Bệnh viện Tiếp nhận Detroit vì vết thương ở mặt và sưng ở bên phải của khuôn mặt. Parks nói về vụ tấn công cô bởi một người đàn ông Mỹ gốc Phi, "Nhiều lợi ích đã được thực hiện... Nhưng có thể thấy, ở thời điểm này chúng ta vẫn còn một chặng đường dài phía trước. " Skipper bị kết án từ 8 đến 15 năm và được chuyển đến nhà tù ở bang khác vì sự an toàn của bản thân.
Lo lắng khi trở về ngôi nhà nhỏ ở trung tâm Detroit sau thử thách, Parks chuyển đến Riverfront Towers, một tòa nhà chung cư cao tầng an ninh. Biết được động thái của Parks, chủ sở hữu của Little Caesars, Mike Ilitch, đề nghị thanh toán chi phí nhà ở cho bà không giới hạn.
Năm 1994, Ku Klux Klan nộp đơn xin tài trợ một phần đường Liên tiểu bang 55 của Hoa Kỳ ở Quận St. Louis và Quận Jefferson, Missouri, gần St. Louis, để dọn dẹp (cho phép họ có biển báo cho biết đoạn đường cao tốc này đã được duy trì bởi tổ chức). Vì bang không thể từ chối sự tài trợ của KKK, cơ quan lập pháp Missouri đã bỏ phiếu đặt tên cho đoạn đường cao tốc là "Rosa Parks Highway". Khi được hỏi cảm thấy thế nào về vinh dự này, Parks được cho là đã nhận xét, "Thật tuyệt khi bạn được nhớ đến." 
Năm 1999, Parks đóng vai khách mời cho bộ phim truyền hình Touched by an Angel. Đây là lần xuất hiện cuối cùng của bà trên phim; Park bắt đầu bị ảnh hưởng bởi các vấn đề sức khỏe do tuổi già.

### Những năm 2000
Năm 2002, Parks nhận được thông báo trục xuất khỏi căn hộ không trả tiền thuê của bà với giá thuê 1.800 đô la mỗi tháng (tương đương $2.900 năm 2022). Parks không có khả năng quản lý các vấn đề tài chính của riêng mình vào thời điểm này do sự suy giảm về thể chất và tinh thần do tuổi tác. Tiền thuê nhà của bà được trả từ một bộ sưu tập do Nhà thờ Baptist Hartford Memorial ở Detroit thực hiện. Khi tiền thuê nhà của bà bị quá hạn và việc bà sắp bị trục xuất ra khỏi nhà được công bố rộng rãi vào năm 2004, các giám đốc điều hành của công ty sở hữu nhà thông báo rằng họ đã xóa nợ cho bà và sẽ cho phép Parks, lúc đó 91 tuổi và sức khỏe cực kỳ kém, được sống miễn phí trong tòa nhà cho phần còn lại của cuộc đời. Elaine Steele, người quản lý của Viện Rosa và Raymond Parks phi lợi nhuận, nói với tờ báo rằng Parks đã được chăm sóc thích hợp và thông báo trục xuất đã được gửi do nhầm lẫn vào năm 2002. Vào thời điểm đó, những người thừa kế của bà và các tổ chức lợi ích khác đã cáo buộc rằng các vấn đề tài chính của bà đã bị quản lý sai.
Năm 2016, nơi ở cũ của Parks ở Detroit bị đe dọa phá dỡ. Một nghệ sĩ người Mỹ sống ở Berlin, Ryan Mendoza, đã sắp xếp để ngôi nhà được tháo rời, chuyển đến khu vườn của anh ta ở Đức và khôi phục một phần. Nó phục vụ như một bảo tàng tôn vinh Rosa Parks. Năm 2018, ngôi nhà đã được chuyển trở lại Hoa Kỳ. Đại học Brown dự định triển lãm ngôi nhà, nhưng cuộc trưng bày đã bị hủy bỏ. Ngôi nhà đã được triển lãm trong một phần của năm 2018 tại một trung tâm nghệ thuật ở Providence, Rhode Island.

## Cái chết và đám tang
Parks chết vì nguyên nhân tự nhiên vào ngày 24 tháng 10 năm 2005, ở tuổi 92, trong căn hộ của bà ở phía đông Detroit. Cô và chồng chưa bao giờ có con và cô sống lâu hơn anh chị em duy nhất của mình. Cô được sống sót bởi chị dâu (chị của Raymond), 13 cháu gái và gia đình của họ, và một số anh chị em họ, hầu hết đều là cư dân Michigan hoặc Alabama.

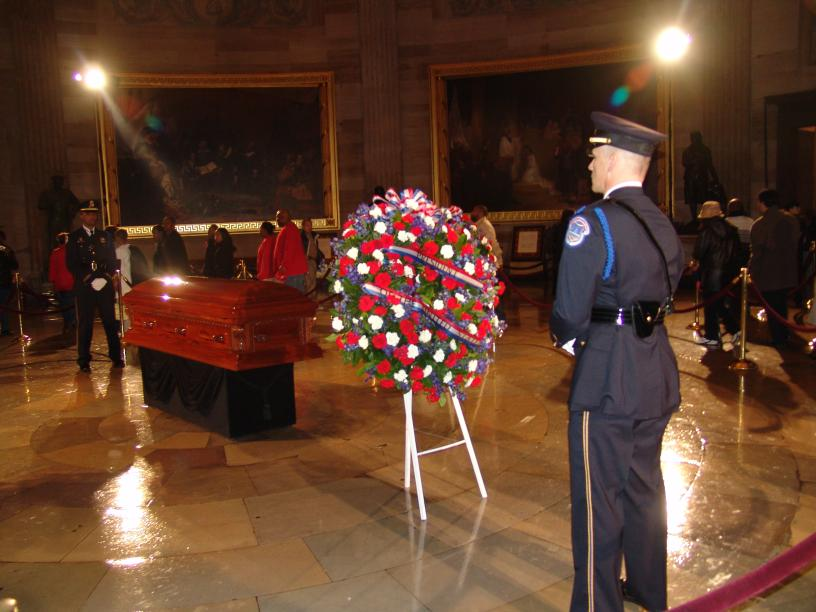
Quan tài của Rosa Parks tại Điện Capitol Hoa Kỳ

Các quan chức thành phố ở Montgomery và Detroit thông báo vào ngày 27 tháng 10 năm 2005, rằng hàng ghế trước của xe buýt thành phố của họ sẽ được dành riêng với dải ruy băng đen để vinh danh Parks cho đến lễ tang của bà. Quan tài Parks đã được đưa bằng máy bay đến Montgomery và được đặt trong một xe tang ngựa kéo đến St. Paul African Methodist Episcopal  (AME), và quàn tại bàn thờ trên ngày 29 tháng 10 năm 2005, mặc đồng phục của một nữ chấp sự thờ. Một buổi lễ tưởng niệm được tổ chức ở đó vào sáng hôm sau. Một trong những diễn giả, Ngoại trưởng Hoa Kỳ Condoleezza Rice, nói rằng nếu không có Parks, có lẽ bà sẽ không bao giờ trở thành Ngoại trưởng. Vào buổi tối, quan tài đã được vận chuyển đến Washington, DC và được vận chuyển bằng một chiếc xe buýt tương tự như chuyến xe mà đã khiến bà phản đối, và được đặt trong danh dự tại nhà thờ lớn của Điện Capitol Hoa Kỳ.
Kể từ khi được thành lập vào năm 1852, Parks là người Mỹ thứ 31, và là người Mỹ đầu tiên không phải là quan chức chính phủ Hoa Kỳ, và là người tư nhân thứ hai (sau nhà quy hoạch người Pháp Pierre L'Enfant) được vinh danh theo cách này. Bà là người phụ nữ đầu tiên và là người da đen thứ hai được nằm trong danh dự ở Điện Capitol. Ước tính có khoảng 50.000 người đã xem quan tài ở đó, và sự kiện được phát sóng trên truyền hình vào ngày 31 tháng 10 năm 2005. Một buổi lễ tưởng niệm được tổ chức vào chiều hôm đó tại Nhà thờ Metropolitan AME ở Washington, DC 
Với thi thể và quan tài của bà được đưa về Detroit, trong hai ngày, Parks nằm yên vị tại Bảo tàng Lịch sử Người Mỹ gốc Phi Charles H. Wright. Lễ tang của cô kéo dài bảy giờ và được tổ chức vào ngày 2 tháng 11 năm 2005, tại Nhà thờ Greater Grace Temple ở Detroit. Sau buổi lễ, một người bảo vệ danh dự của Lực lượng Vệ binh Quốc gia Michigan đã cắm cờ Hoa Kỳ lên quan tài và đưa nó lên một chiếc xe tang kéo, nhằm chở nó đến nghĩa trang vào ban ngày. Khi đoàn xe tang đi qua hàng nghìn người đang xem lễ rước, nhiều người đã vỗ tay, cổ vũ rất lớn và thả những quả bóng bay màu trắng. Parks được chôn giữa chồng và mẹ của bà tại Nghĩa trang Woodlawn của Detroit trong lăng mộ của nhà nguyện. Nhà nguyện được đổi tên thành Nhà nguyện Tự do Rosa L. Parks để vinh danh bà. Parks trước đó đã chuẩn bị và đặt một bia đá ở vị trí đã chọn với dòng chữ "Rosa L. Parks, wife, 1913–".

## Di sản

Bức tượng Rosa Parks của Eugene Daub (2013), tại National Statuary Hall, United States Capitol

- 1963: Paul Stephenson đã khởi xướng một cuộc tẩy chay xe buýt ở Bristol, Anh, để phản đối một thanh màu tương tự do một công ty xe buýt ở đó vận hành, lấy cảm hứng từ ví dụ về cuộc tẩy chay xe buýt Montgomery do Rosa Parks từ chối chuyển từ ghế xe buýt "chỉ dành cho người da trắng" ở Montgomery, Alabama.[83][84]
- 1976: Detroit đổi tên đường 12 thành "Rosa Parks Boulevard".[85]
- 1979: NAACP trao tặng Parks Spingarn Medal,[86] giải thưởng cao nhất của tổ chức này,[87]
- 1980: Bà nhận được giải thưởng Martin Luther King Jr..[88]
- 1982: Đại học Bang California, Fresno, đã trao cho Parks Giải thưởng Thành tựu của Người Mỹ gốc Phi. Giải thưởng này, sau đó được trao cho những sinh viên xứng đáng trong những năm tiếp theo, đã trở thành Rosa Parks Awards.[89][90]
- 1983: Cô được giới thiệu vào Đại sảnh Danh vọng Phụ nữ Michigan vì những thành tích của cô trong đấu tranh cho quyền dân sự.[91]
- 1984: Cô đã nhận được giải thưởng Candace từ Liên minh quốc gia của 100 phụ nữ da đen.[92]
- 1990:↵
  - Parks được mời trở thành một phần của nhóm chào đón Nelson Mandela khi ông được thả ra khỏi tù tại Nam Phi.[93]
  - Parks có mặt trong lễ khai trương Interstate 475 bên ngoài Toledo, Ohio, mà được đặt tên theo tên bà.[94]
- 1992: Bà nhận được Giải thưởng Can đảm Lương tâm của Tu viện Hòa bình cùng với Tiến sĩ Benjamin Spock và những người khác tại Thư viện và Bảo tàng Kennedy ở Boston, Massachusetts.[95]
- 1993: Bà được giới thiệu vào Đại sảnh Danh vọng Phụ nữ Quốc gia,[96]
- 1994: Bà nhận bằng tiến sĩ danh dự từ Đại học Bang Florida ở Tallahassee, FL.[97]
- 1994: Bà nhận bằng tiến sĩ danh dự tại Đại học Soka ở Tokyo, Nhật Bản.[98][99]
- 1995: Parks đã nhận được Giải thưởng Tấm Vàng của Viện Thành tựu ở Williamsburg, Virginia.[100]
- 1996: Bà được trao tặng Huân chương Tự do Tổng thống, vinh dự cao nhất của nhánh Hành pháp Hoa Kỳ
- 1998, Parks là người đầu tiên nhận được Giải thưởng Nhạc trưởng Tự do Quốc tế do Trung tâm Tự do Đường sắt Ngầm Quốc gia trao tặng.[cần dẫn nguồn]
- 1999:↵
  - Bà đã nhận được Huy chương Vàng của Quốc hội, phần thưởng cao nhất do ngành lập pháp Hoa Kỳ trao tặng, huy chương mang huyền thoại "Mẹ của Phong trào Dân quyền Ngày Hiện đại"
  - Bà đã nhận được Giải thưởng Tự do Liên hoan Tự do Quốc tế Windsor – Detroit.[cần dẫn nguồn]
  - Time đưa Parks vào danh sách 20 nhân vật có ảnh hưởng nhất và mang tính biểu tượng của thế kỷ 20.[45]
  - Tổng thống Bill Clinton đã vinh danh bà trong bài phát biểu tại State of the Union của ông, nói rằng, "Bà ấy sẽ ngồi xuống với đệ nhất phu nhân tối nay, và bà ấy có thể đứng dậy hoặc không tùy ý bà ấy."[101]
- 2000:↵
  - Bang quê hương của bà đã trao cho bà Học viện Danh dự Alabama,[102]
  - Bà đã nhận được huân chương danh dự đầu tiên của Thống đốc vì lòng dũng cảm phi thường.[103]
  - Bà đã được trao tặng hơn 20 bằng tiến sĩ danh dự từ các trường đại học trên toàn thế giới[104]
  - Bà đã được trở thành thành viên danh dự của hội nữ sinh Alpha Kappa Alpha.[cần dẫn nguồn]
  - Thư viện và Bảo tàng Rosa Parks trong khuôn viên Đại học Troy ở Montgomery được dành riêng cho bà.
- 2002:↵
  - Học giả Molefi Kete Asante đã liệt kê Parks vào danh sách 100 người Mỹ gốc Phi vĩ đại nhất của mình.[105]
  - Một phần của Interstate 10 freeway tại Los Angeles được đặt tên theo tên bà.
  - Bà đã nhận được Giải thưởng Nhân đạo Walter P. Reuther từ Đại học Bang Wayne.[106]
- 2003: Bus No. 2857, xe buýt mà Parks đã từng đi, đã được phục hồi và trưng bày trong bảo tàng Henry Ford[107]
- 2004: Trong hệ thống Los Angeles County MetroRail system, Đường cao tốc Hoàng gia / ga Wilmington, nơi Đường Xanh da trời nối với Đường Xanh lá cây, đã được chính thức đặt tên là "Rosa Parks Station".[108][109]
- 2005:
  - Nghị quyết đồng thời 61 của Thượng viện, Đại hội lần thứ 109, Kỳ họp thứ nhất, đã được nhất trí vào ngày 29 tháng 10 năm 2005. Điều này tạo tiền đề cho bà trở thành người phụ nữ đầu tiên được nói dối trong danh dự, tại Capitol Rotunda.[110]
  - Vào ngày 30 tháng 10 năm 2005 Tổng thống Hoa Kỳ George W. Bush đã ban hành một tuyên bố ra lệnh rằng tất cả các lá cờ trên các khu vực công cộng của Hoa Kỳ ở cả trong nước và nước ngoài phải được treo cờ rủ trong ngày tổ chức lễ tang của bà.
  - Metro Transit tại King County, Washington đặt áp phích và nhãn dán dành chỗ ngồi hướng về phía trước đầu tiên trên tất cả các xe buýt của hãng để tưởng nhớ Parks ngay sau khi cô qua đời,[111][112]
  - Hiệp hội Giao thông Công cộng Hoa Kỳ tuyên bố ngày 1 tháng 12 năm 2005, kỷ niệm 50 năm ngày bà bị bắt, là một "National Transit Tribute to Rosa Parks Day".[113]
  - Vào ngày kỷ niệm đó, Tổng thống George W. Bush signed Pub.L. 109–116Pub.L. 109–116, chỉ đạo rằng một bức tượng của Công viên được đặt trong Đại sảnh Tượng đài Quốc gia của Quốc hội Hoa Kỳ. Khi ký quyết định chỉ đạo Ủy ban Liên hợp về Thư viện làm như vậy và đã nêu rõ: By placing her statue in the heart of the nation's Capitol, we commemorate her work for a more perfect union, and we commit ourselves to continue to struggle for justice for every American.[88]

Một phần của Xa lộ Liên tiểu bang 96 ở Detroit được cơ quan lập pháp tiểu bang đổi tên thành Đường cao tốc Tưởng niệm Rosa Parks vào tháng 12 năm 2005.
- 2006:
  - Tại Super Bowl XL, diễn ra tại Ford Field của Detroit, những người dân Detroit lâu năm Coretta Scott King và Parks đã được tưởng nhớ và vinh danh bằng một khoảnh khắc im lặng. Giải Super Bowl được dành để tưởng nhớ họ. [115] Các cháu gái và cháu trai của Parks và Martin Luther King III đã tham gia nghi lễ tung đồng xu, đứng cùng với cựu ngôi sao Đại học Michigan Tom Brady, người đã tung đồng xu.
  - Vào ngày 14 tháng 2, Giám đốc điều hành Hạt Nassau, New York, Thomas Suozzi thông báo rằng Trung tâm Vận chuyển Hempstead sẽ được đổi tên thành Trung tâm Vận chuyển Hempstead Rosa Parks để vinh danh bà.
  - Vào ngày 27 tháng 10, Thống đốc Pennsylvania Ed Rendell đã ký một dự luật thành luật chỉ định một phần của Tuyến đường Pennsylvania 291 qua Chester là Xa lộ Tưởng niệm Công viên Rosa. [116]
- 2007: Nashville, Tennessee đổi tên Đại lộ MetroCenter (Đại lộ 8 phía Bắc) (US 41A và SR 12) thành Đại lộ Rosa L. Parks. [117]
- Vào ngày 14 tháng 3 năm 2008, Trung tâm Chính phủ Bang California tại 464 W. 4th St., ở góc tây bắc của Tòa án và đường số 4, ở San Bernardino được đổi tên thành Tòa nhà Tưởng niệm Công viên Rosa. [118] [119]
- 2009: Vào ngày 14 tháng 7, Trung tâm Vận chuyển Rosa Parks đã khai trương tại Detroit ở góc Đại lộ Michigan và Cass. [120]
- Năm 2010: ở Grand Rapids, Michigan, một quảng trường ở trung tâm thành phố được đặt tên là Rosa Parks Circle.
- 2012:
  - Một con phố ở West Valley City, Utah (thành phố lớn thứ hai của tiểu bang), dẫn đến Trung tâm Kỷ niệm Văn hóa Utah đã được đổi tên thành Rosa Parks Drive.[90]
- 2013:
  - Vào ngày 1 tháng 2, Tổng thống Barack Obama đã tuyên bố ngày 4 tháng 2 năm 2013 là "Kỷ niệm 100 năm Ngày khai sinh Rosa Parks". Ông kêu gọi "tất cả người Mỹ tuân thủ ngày này với các chương trình dịch vụ, cộng đồng và giáo dục thích hợp để tôn vinh di sản lâu dài của Rosa Parks."[91]
  - Vào ngày 4 tháng 2, để kỷ niệm 100 năm ngày sinh của Rosa Parks, Bảo tàng Henry Ford đã tuyên bố ngày này là "Ngày can đảm của Quốc gia" với 12 giờ hoạt động ảo và tại chỗ với các diễn giả được công nhận trên toàn quốc, các buổi biểu diễn âm nhạc và kịch tính, một bài thuyết trình của "Câu chuyện của Rosa" và đọc câu chuyện "Sức mạnh thầm lặng". Xe buýt thực tế mà Rosa Parks ngồi đã được cung cấp cho công chúng lên và ngồi vào chỗ mà Rosa Parks không chịu từ bỏ.[92]
  - Vào ngày 4 tháng 2, 2.000 lời chúc mừng sinh nhật thu thập từ mọi người trên khắp nước Mỹ đã được chuyển thành 200 thông điệp đồ họa tại một lễ kỷ niệm được tổ chức vào Sinh nhật lần thứ 100 của cô tại Nhà hát biểu diễn nghệ thuật Davis ở Montgomery, Alabama. Đây là Dự án Điều ước Sinh nhật lần thứ 100 do Bảo tàng Công viên Rosa tại Đại học Troy và Mobile Studio quản lý và cũng là một sự kiện được Thượng viện tuyên bố.[92]
  - Trong cả hai sự kiện, USPS đã công bố một con tem bưu chính để vinh danh cô.[93]
  - Vào ngày 27 tháng 2, Parks trở thành người phụ nữ Mỹ gốc Phi đầu tiên được miêu tả giống mình trong National Statuary Hall. Tượng đài, được tạo ra bởi nhà điêu khắc Eugene Daub, là một phần của Bộ sưu tập nghệ thuật Capitol trong số chín phụ nữ khác có trong Bộ sưu tập National Statuary Hall.[94]
- 2014: Tiểu hành tinh 284996 Rosaparks, được phát hiện vào năm 2010 bởi Nhà thám hiểm khảo sát hồng ngoại trường rộng, đã được đặt tên trong trí nhớ của cô.  naming citation chính thức được xuất bản bởi Trung tâm Hành tinh Nhỏ vào ngày 9 tháng 9 năm 2014 (M.P.C. 89835).
- 2015:
  - Các bài báo của Rosa Parks đã được đưa vào Thư viện Quốc hội Mỹ, sau nhiều năm tranh chấp pháp lý.[95]
  - Vào ngày 13 tháng 12, Ga Xe lửa Rosa Parks mới đã khai trương tại Paris.
- 2016:
  - Ngôi nhà do anh trai của Rosa Parks, Sylvester McCauley, vợ Daisy, và 13 người con của họ, và là nơi Rosa Parks thường đến thăm và ở sau khi rời Montgomery, được cháu gái Rhea McCauley mua với giá 500 USD và tặng cho nghệ sĩ Ryan Mendoza. Sau đó nó được tháo dỡ và chuyển đến Berlin, nơi nó được dựng lại trong khu vườn của Mendoza.[96] Vào năm 2018, nó đã được trả lại Hoa Kỳ và được xây dựng lại tại Trung tâm Nghệ thuật Waterfire, Providence, Rhode Island, nơi nó được trưng bày trước công chúng, kèm theo một loạt các tài liệu diễn giải và các sự kiện công cộng và học thuật.[97]
  - Bảo tàng Quốc gia về Lịch sử và Văn hóa Người Mỹ gốc Phi được khai trương; Nó chứa đựng những thứ khác, chiếc váy mà Rosa Parks đã may vào ngày cô từ chối nhường ghế cho một người đàn ông da trắng.[98][99][100] [a]